# 47a Mostra Internacional de Cinema de Venècia
La 47a Mostra Internacional de Cinema de Venècia es va celebrar entre el 4 i el 14 de setembre de 1990. La direcció del festival va ser a càrrec de Guglielmo Biraghi.

## Jurat
El jurat de l'edició de la Mostra de 1990 era format per:
- Gore Vidal: president
- María Luisa Bemberg
- Edoardo Bruno
- Gilles Jacob
- Kira Muratova
- Omar Sharif
- Ula Stöckl
- Anna-Lena Wibom
- Alberto Lattuada

## Selecció oficial

### En competició
| Títol original                      | Director(s)           | País de producció                                 |
| ----------------------------------- | --------------------- | ------------------------------------------------- |
| Die Rückkehr                        | Margarethe von Trotta | Alemanya/ Itàlia                                  |
| An Angel at My Table                | Jane Campion          | Nova Zelanda/ Austràlia/ Regne Unit/ Estats Units |
| Ragazzi fuori                       | Marco Risi            | Itàlia                                            |
| Raspad                              | Mikhail Belikov       | Unió Soviètica                                    |
| Pozegnanie jesieni                  | Mariusz Trelinski     | Polònia                                           |
| Spieler                             | Dominik Graf          | Alemanya                                          |
| Goodfellas                          | Martin Scorsese       | Estats Units                                      |
| I Hired a Contract Killer           | Aki Kaurismäki        | Finlàndia                                         |
| Karartma geceleri                   | Yusuf Kurcenly        | Turquia                                           |
| Ahavata Ha'ahronah Shel Laura Adler | Avraham Collapse      | Israel                                            |
| Marta a já                          | Jiri Weiss            | Txèquia/ Alemanya                                 |
| Mo' Better Blues                    | Spike Lee             | Estats Units                                      |
| La luna en el espejo                | Silvio Caiozzi        | Xile                                              |
| Mr. & Mrs. Bridge                   | James Ivory           | Regne Unit                                        |
| S'en fout la mort                   | Claire Denis          | França                                            |
| Edinstveniyat svidetel              | Mikhail Pandoursky    | Bulgària                                          |
| Rosencrantz & Guildenstern Are Dead | Tom Stoppard          | Regne Unit                                        |
| Sirup                               | Helle Ryslinge        | Dinamarca                                         |
| Ageman                              | Juzo Itami            | Japó                                              |
| Tracce di vita amorosa              | Peter Del Monte       | Itàlia                                            |
| Mathilukal                          | Adoor Gopalakrishnan  | Índia                                             |

## Fora de Competició
- Dovidenia v pekle, prijatelia, Txecoslovàquia/Itàlia, dirigida per Juraj Jakubisko
- Henry and June, EUA, dirigida per Philip Kaufman
- Romeo.Juliet, Bèlgica, dirigida per Armando Acosta
- Dick Tracy, EUA, dirigida per Warren Beatty
- The Company of Strangers, Canadà, dirigida per Cynthia Scott
- Blood Oath, Austràlia, dirigida per Stephen Wallace
- Il y a des jours... et des lunes, França, dirigida per Claude Lelouch
- I taràssachi, Itàlia, dirigida per Francesco Ranieri Martinotti, Rocco Mortelliti i Fulvio Ottaviano
- Dancin' thru the Dark, GB, dirigida per Mike Ockrent
- Un week-end sur deux, França, dirigida per Nicole Garcia
- Shakha Proshakha, Índia, dirigida per Satyajit Ray

## Seccions autònomes

### Setmana de la Crítica del Festival de Cinema de Venècia
Les següents pel·lícules foren exhibides com en competició per a aquesta secció:
- Boom Boom de Rosa Vergés i Coma
- Cold Light of Day de Fiona Louise
- Dicembre d'Antonio Monda
- La Discrète de Christian Vincent
- He’s Still There de Halfdan O. Hussie
- Pod nebom golubym de Vitaliy Dudin
- La Stazione de Sergio Rubini
- Winckelmanns Reisen de Jan Schütte

## Premis
- Lleó d'Or:

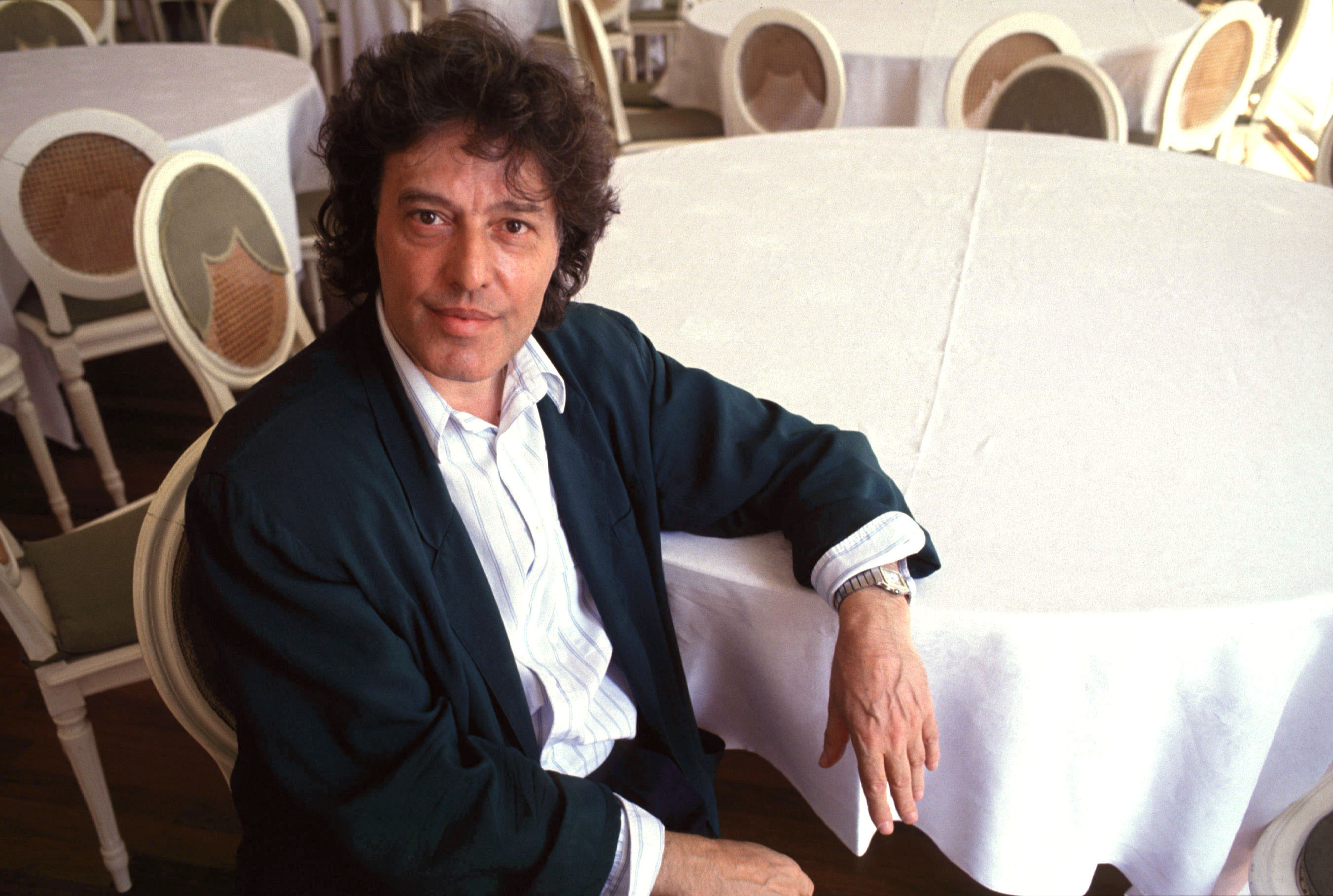
Tom Stoppard, guanyador del Lleó d'Or en aquesta edició

  - Rosencrantz & Guildenstern Are Dead de Tom Stoppard
- Gran Premi Especial del Jurat:
  - An Angel at My Table de Jane Campion
- Lleó de Plata:
  - Millor director - Martin Scorsese (Goodfellas)
  - Millor guió - Helle Ryslinge (Sirup)
- Premi Osella:
  - Millor guió - Marco Risi (Ragazzi fuori)
  - Millor edició - Dominique Auvray (S'en fout la mort)
  - Millor música original - Valeri Milovansky (Edinstveniyat svidetel)
- Copa Volpi:
  - Millor actor - Oleg Borisov (Edinstveniyat svidetel)
  - Millor actriu - Gloria Münchmeyer (La luna en el espejo)
- Medalla d'Or del President del Senat Italià:
  - Raspad de Mikhail Belikov
- Premi de l'Audiència:
  - Martin Scorsese (Goodfellas)
- Cia d'Ork:
  - Millor pel·lícula - Mr. & Mrs. Bridge de James Ivory
  - Millor actriu - Marianne Sägebrecht (Marta a já)
- Premi FIPRESCI:
  - Mathilukal d'Adoor Gopalakrishnan
- PREMIO LA NAVICELLA VENEZIA CINEMA:
  - Edinstveniyat svidetel de Michail Pandurski
- Premi OCIC:
  - An Angel at My Table de Jane Campion
- Premi OCIC - menció honorífica:
  - Yo, la peor de todas de María Luisa Bemberg
- Premi UNICEF:
  - Mathilukal d'Adoor Gopalakrishnan
- Premi Pasinetti:
  - Millor pel·lícula - Mr. & Mrs. Bridge de James Ivory
  - Millor actor - Richard Dreyfuss (Rosencrantz & Guildenstern Are Dead)
  - Millor actriu - Stefania Sandrelli (Die Rückkehr)
- Premi Pietro Bianchi:
  - Ettore Scola
- Petit Lleó d'Or:
  - An Angel at My Table de Jane Campion
- Premi Elvira Notari:
  - An Angel at My Table de Jane Campion
- Premi Bastone Bianco:
  - An Angel at My Table deJane Campion
  - Goodfellas de Martin Scorsese
- Premi Bastone Bianco - Menció especial:
  - Mo' Better Blues de Spike Lee
- Premi Kodak-Cinecritica:
  - La stazione de Sergio Rubini
- Premi UCCA Venticittà:
  - Cold Light of Day de Fhiona-Louise
- Premi UCCA Venticittà - Premi Especial:
  - Under a Sky of Blue de Vitali Dudin